# 小耳褶龙胆
小耳褶龙胆（学名：Gentiana infelix）是龙胆科龙胆属的植物。分布于锡金、缅甸、尼泊尔以及中国大陆的西藏等地，生长于海拔4,100米至4,500米的地区，多生长在高山草甸。

## 异名
- Gentiana microtophora Marq.